# Тур ATP 2022
Тур ATP 2022 - всесвітній елітний професійний цикл тенісних турнірів, організований Асоціацією тенісистів-професіоналів як частина тенісного сезону 2022 року. Календар включав турніри Великого шолома (проводяться Міжнародною федерацією тенісу (ITF)), Фінал ATP, турніри серії Мастерс, турніри категорій 500 і 250. Також до Туру входять Кубок Девіса (організований ITF) та Фінал Світового Туру ATP. Крім того, до офіційного переліку турнірів входили Кубок Лейвера та Фінал Наступного Покоління ATP за які очки учасникам не нараховувались.
У рамках реакції міжнародного спорту на вторгнення Росії в Україну, WTA, ATP, ITF та чотири турніри Великого шолома спільно оголосили, що гравцям з Білорусі та Росії не буде дозволено грати під назвою та прапором їхніх країн, але їм залишатиметься право на участь у турнірах до подальшого повідомлення.

## Розклад
Нижче наведено повний розклад турнірів на 2022 рік, включаючи перелік тенісистів, які дійшли на турнірах щонайменше до чвертьфіналу.
| Турніри Великого шлему |
| Фінал ATP              |
| Тур ATP Мастерс        |
| Тур ATP 500            |
| Тур ATP 250            |
| Командні змагання      |

### Січень
| Тиждень           | Турнір | Чемпіони                                                  | Фіналісти                                | Півфіналісти                        | Чвертьфіналісти                                                   |
| ----------------- | --- | --------------------------------------------------------- | ---------------------------------------- | ----------------------------------- | ----------------------------------------------------------------- |
| 3 січня           | ATP Cup Сідней, Австралія ATP Cup Тверде – $10,000,000 – 16 teams                                                                                      | Канада · 2–0                                              | Іспанія                                  | Польща · Росія                      |                                                                   |
| 3 січня           | Adelaide International 1 Аделаїда, Австралія ATP 250 Тверде – $416,800 – 28S/16Q/24D Одиночний розряд – Парний розряд                                  | Гаель Монфіс 6–4, 6–4                                     | Карен Хачанов                            | Танасі Коккінакіс Марин Чилич       | Томмі Пол Мікаель Імер Ласло Дьєр Єгор Герасимов                  |
| 3 січня           | Adelaide International 1 Аделаїда, Австралія ATP 250 Тверде – $416,800 – 28S/16Q/24D Одиночний розряд – Парний розряд                                  | Роган Бопанна Рамкумар Раманатхан 7–6(8–6), 6–1           | Іван Додіг Марсело Мело                  | Танасі Коккінакіс Марин Чилич       | Томмі Пол Мікаель Імер Ласло Дьєр Єгор Герасимов                  |
| 3 січня           | Melbourne Summer Set Мельбурн, Австралія ATP 250 Тверде – $521,000 – 28S/16Q/24D Одиночний розряд – Парний розряд                                      | Рафаель Надаль 7–6(8–6), 6–3                              | Максім Крессі                            | Еміль Русувуорі Григор Димитров     | Таллон Ґрікспор Алекс Молчан Ботік ван де Зандсгулп Хауме Мунар   |
| 3 січня           | Melbourne Summer Set Мельбурн, Австралія ATP 250 Тверде – $521,000 – 28S/16Q/24D Одиночний розряд – Парний розряд                                      | Веслі Колгоф Ніл Скупскі 6–4, 6–4                         | Олександр Недовєсов Айсам-уль-Хак Куреші | Еміль Русувуорі Григор Димитров     | Таллон Ґрікспор Алекс Молчан Ботік ван де Зандсгулп Хауме Мунар   |
| 10 січня          | Sydney Tennis Classic Сідней, Австралія ATP 250 Тверде – $521,000 – 28S/16Q/24D Одиночний розряд – Парний розряд                                       | Аслан Карацев 6–3, 6–3                                    | Енді Маррей                              | Ден Еванс Рейллі Опелка             | Лоренцо Сонего Максім Крессі Брендон Накашіма Давід Ґоффен        |
| 10 січня          | Sydney Tennis Classic Сідней, Австралія ATP 250 Тверде – $521,000 – 28S/16Q/24D Одиночний розряд – Парний розряд                                       | Джон Пірс (тенісист) Філіп Полашек 7–5, 7–5               | Сімоне Болеллі Фабіо Фоніні              | Ден Еванс Рейллі Опелка             | Лоренцо Сонего Максім Крессі Брендон Накашіма Давід Ґоффен        |
| 10 січня          | Adelaide International 2 Аделаїда, Австралія ATP 250 Тверде – $493,875 – 28S/16Q/24D Одиночний розряд – Парний розряд                                  | Танасі Коккінакіс 6–7(6–8), 7–6(7–5), 6–3                 | Артур Рендеркнек                         | Корентен Муте Марин Чилич           | Тьяго Монтейро Карен Хачанов Томмі Пол Aleksandar Vukic           |
| 10 січня          | Adelaide International 2 Аделаїда, Австралія ATP 250 Тверде – $493,875 – 28S/16Q/24D Одиночний розряд – Парний розряд                                  | Веслі Колгоф Ніл Скупскі 7–6(7–5), 6–4                    | Аріель Беар Ґонсало Ескобар              | Корентен Муте Марин Чилич           | Тьяго Монтейро Карен Хачанов Томмі Пол Aleksandar Vukic           |
| 17 січня 24 січня | Відкритий чемпіонат Австралії з тенісу Мельбурн, Австралія Grand Slam Тверде – A$33,784,200 128S/128Q/64D/32X Одиночний розряд – Парний розряд – Мікст | Рафаель Надаль 2–6, 6–7(5–7), 6–4, 6–4, 7–5               | Данило Медведєв                          | Маттео Берреттіні Стефанос Ціціпас  | Гаель Монфіс Денис Шаповалов Яннік Сіннер Фелікс Оже-Аліассім     |
| 17 січня 24 січня | Відкритий чемпіонат Австралії з тенісу Мельбурн, Австралія Grand Slam Тверде – A$33,784,200 128S/128Q/64D/32X Одиночний розряд – Парний розряд – Мікст | Танасі Коккінакіс Нік Киріос 7–5, 6–4                     | Меттью Ебден Макс Перселл                | Маттео Берреттіні Стефанос Ціціпас  | Гаель Монфіс Денис Шаповалов Яннік Сіннер Фелікс Оже-Аліассім     |
| 17 січня 24 січня | Відкритий чемпіонат Австралії з тенісу Мельбурн, Австралія Grand Slam Тверде – A$33,784,200 128S/128Q/64D/32X Одиночний розряд – Парний розряд – Мікст | Крістіна Младенович Іван Додіг 6–3, 6–4                   | Джеймі Форліс Джейсон Кублер             | Маттео Берреттіні Стефанос Ціціпас  | Гаель Монфіс Денис Шаповалов Яннік Сіннер Фелікс Оже-Аліассім     |
| 31 січня          | Open Sud de France Монпельє, Франція ATP 250 Тверде (i) – €490,990 – 28S/16Q/16D Одиночний розряд – Парний розряд                                      | Олександр Бублик 6–4, 6–3                                 | Александр Зверєв                         | Мікаель Імер Філіп Країнович        | Адріан Маннаріно Рішар Гаске Дамір Джумхур Роберто Баутіста Аґут  |
| 31 січня          | Open Sud de France Монпельє, Франція ATP 250 Тверде (i) – €490,990 – 28S/16Q/16D Одиночний розряд – Парний розряд                                      | П'єр-Юг Ербер Ніколя Маю 4–6, 7–6(7–3), [12–10]           | Ллойд Ґласспул Гаррі Геліоваара          | Мікаель Імер Філіп Країнович        | Адріан Маннаріно Рішар Гаске Дамір Джумхур Роберто Баутіста Аґут  |
| 31 січня          | Maharashtra Open Пуне, Індія ATP 250 Тверде – $493,875 – 28S/16Q/16D Одиночний розряд – Парний розряд                                                  | Жуан Соуза 7–6(11–9), 4–6, 6–1                            | Еміль Русувуорі                          | Еліяс Імер Каміл Майхшак            | Стефано Травалья Даніель Альтмаєр Їржі Веселий Лоренцо Музетті    |
| 31 січня          | Maharashtra Open Пуне, Індія ATP 250 Тверде – $493,875 – 28S/16Q/16D Одиночний розряд – Парний розряд                                                  | Роган Бопанна Рамкумар Раманатхан 6–7(10–12), 6–3, [10–6] | Люк Савіль Джон-Патрік Сміт              | Еліяс Імер Каміл Майхшак            | Стефано Травалья Даніель Альтмаєр Їржі Веселий Лоренцо Музетті    |
| 31 січня          | Córdoba Open Кордова, Аргентина ATP 250 Ґрунт (red) – $493,875 – 28S/16Q/16D Одиночний розряд – Парний розряд                                          | Альберт Рамос Віньолас 4–6, 6–3, 6–4                      | Алехандро Табіло                         | Дієго Шварцман Хуан Ігнасіо Лондеро | Даніель Елагі Ґалан Sebastián Báez Лоренцо Сонего Нікола Милоєвич |
| 31 січня          | Córdoba Open Кордова, Аргентина ATP 250 Ґрунт (red) – $493,875 – 28S/16Q/16D Одиночний розряд – Парний розряд                                          | Сантьяго Гонсалес Андрес Мольтені 7–5, 6–3                | Андрей Мартін Tristan-Samuel Weissborn   | Дієго Шварцман Хуан Ігнасіо Лондеро | Даніель Елагі Ґалан Sebastián Báez Лоренцо Сонего Нікола Милоєвич |

### Лютий
| Тиждень   | Турнір | Чемпіони | Фіналісти | Півфіналісти                            | Чвертьфіналісти                                                       |
| --------- | --- | --- | --- | --------------------------------------- | --------------------------------------------------------------------- |
| 7 лютого  | Rotterdam Open Роттердам, Нідерланди ATP 500 Тверде (i) – €1,349,070 – 32S/16Q/16D Одиночний розряд – Парний розряд | Фелікс Оже-Аліассім 6–4, 6–2 | Стефанос Ціціпас | Їржі Легечка Андрій Рубльов             | Алекс де Мінор Лоренцо Музетті Кемерон Норрі Мартон Фучович           |
| 7 лютого  | Rotterdam Open Роттердам, Нідерланди ATP 500 Тверде (i) – €1,349,070 – 32S/16Q/16D Одиночний розряд – Парний розряд | Робін Гаасе Матве Мідделкоп 4–6, 7–6(7–5), [10–5] | Ллойд Гарріс Тім Пюц | Їржі Легечка Андрій Рубльов             | Алекс де Мінор Лоренцо Музетті Кемерон Норрі Мартон Фучович           |
| 7 лютого  | Argentina Open Буенос-Айрес, Аргентина ATP 250 Ґрунт (red) – $686,700 – 28S/16Q/16D Одиночний розряд – Парний розряд | Каспер Рууд 5–7, 6–2, 6–3 | Дієго Шварцман | Федеріко Дельбоніс Лоренцо Сонего       | Федеріко Корія Фабіо Фоніні Фернандо Вердаско Франсіско Черундоло     |
| 7 лютого  | Argentina Open Буенос-Айрес, Аргентина ATP 250 Ґрунт (red) – $686,700 – 28S/16Q/16D Одиночний розряд – Парний розряд | Сантьяго Гонсалес Андрес Мольтені 6–1, 6–1 | Фабіо Фоніні Орасіо Себальйос | Федеріко Дельбоніс Лоренцо Сонего       | Федеріко Корія Фабіо Фоніні Фернандо Вердаско Франсіско Черундоло     |
| 7 лютого  | Dallas Open Даллас, США ATP 250 Тверде (i) – $792,980 – 28S/16Q/16D Одиночний розряд – Парний розряд | Рейллі Опелка 7–6(7–5), 7–6(7–3) | Дженсон Бруксбі | Маркос Гірон Джон Ізнер                 | Тейлор Фріц Джордан Томпсон Вашек Поспішил Адріан Маннаріно           |
| 7 лютого  | Dallas Open Даллас, США ATP 250 Тверде (i) – $792,980 – 28S/16Q/16D Одиночний розряд – Парний розряд | Марсело Аревало Жан-Жульєн Роєр 7–6(7–4), 6–4 | Гаррі Геліоваара Ллойд Ґласспул | Маркос Гірон Джон Ізнер                 | Тейлор Фріц Джордан Томпсон Вашек Поспішил Адріан Маннаріно           |
| 14 лютого | Rio Open Ріо-де-Жанейро, Бразилія ATP 500 Ґрунт (red) – $1,815,115 – 28S/16Q/16D Одиночний розряд – Парний розряд | Карлос Алькарас 6–4, 6–2 | Дієго Шварцман | Фабіо Фоніні Франсіско Черундоло        | Маттео Берреттіні Федеріко Корія Пабло Андухар Міомір Кецмановіч      |
| 14 лютого | Rio Open Ріо-де-Жанейро, Бразилія ATP 500 Ґрунт (red) – $1,815,115 – 28S/16Q/16D Одиночний розряд – Парний розряд | Сімоне Болеллі Фабіо Фоніні 7–5, 6–7(2–7), [10–6] | Джеймі Маррей Бруно Соарес | Фабіо Фоніні Франсіско Черундоло        | Маттео Берреттіні Федеріко Корія Пабло Андухар Міомір Кецмановіч      |
| 14 лютого | Open 13 Марсель, Франція ATP 250 Тверде (i) – €622,610 – 28S/16Q/16D Одиночний розряд – Парний розряд | Андрій Рубльов 7–5, 7–6(7–4) | Фелікс Оже-Аліассім | Роман Сафіуллін Бенжамен Бонзі          | Стефанос Ціціпас Ілля Івашко Аслан Карацев Люка Пуй                   |
| 14 лютого | Open 13 Марсель, Франція ATP 250 Тверде (i) – €622,610 – 28S/16Q/16D Одиночний розряд – Парний розряд | Денис Молчанов Андрій Рубльов 4–6, 7–5, [10–7] | Равен Класен Бен Маклахлан | Роман Сафіуллін Бенжамен Бонзі          | Стефанос Ціціпас Ілля Івашко Аслан Карацев Люка Пуй                   |
| 14 лютого | Delray Beach Open Дельрей-Біч, США ATP 250 Тверде – $664,275 – 28S/16Q/16D Одиночний розряд – Парний розряд | Кемерон Норрі 7–6(7–1), 7–6(7–4) | Рейллі Опелка | Томмі Пол Джон Міллман                  | Себастьян Корда Стефан Козлов Григор Димитров Адріан Маннаріно        |
| 14 лютого | Delray Beach Open Дельрей-Біч, США ATP 250 Тверде – $664,275 – 28S/16Q/16D Одиночний розряд – Парний розряд | Марсело Аревало Жан-Жульєн Роєр 6–2, 6–7(5–7), [10–4] | Олександр Недовєсов Айсам-уль-Хак Куреші | Томмі Пол Джон Міллман                  | Себастьян Корда Стефан Козлов Григор Димитров Адріан Маннаріно        |
| 14 лютого | Qatar Open Доха, Катар ATP 250 Тверде – $1,176,595 – 28S/16Q/16D Одиночний розряд – Парний розряд | Роберто Баутіста Аґут 6–3, 6–4 | Ніколоз Басілашвілі | Артур Рендеркнек Карен Хачанов          | Денис Шаповалов Мартон Фучович Марин Чилич Алехандро Давидович Фокіна |
| 14 лютого | Qatar Open Доха, Катар ATP 250 Тверде – $1,176,595 – 28S/16Q/16D Одиночний розряд – Парний розряд | Веслі Колгоф Ніл Скупскі 7–6(7–4), 6–1 | Роган Бопанна Денис Шаповалов | Артур Рендеркнек Карен Хачанов          | Денис Шаповалов Мартон Фучович Марин Чилич Алехандро Давидович Фокіна |
| 21 лютого | Dubai Tennis Championships Дубай, ОАЕ ATP 500 Тверде – $2,949,665 – 32S/16Q/16D Одиночний розряд – Парний розряд | Андрій Рубльов 6–3, 6–4 | Їржі Веселий | Денис Шаповалов Губерт Гуркач           | Новак Джокович Річардас Беранкіс Яннік Сіннер Маккензі Макдоналд      |
| 21 лютого | Dubai Tennis Championships Дубай, ОАЕ ATP 500 Тверде – $2,949,665 – 32S/16Q/16D Одиночний розряд – Парний розряд | Тім Пюц Майкл Вінус 6–3, 6–7(5–7), [16–14] | Нікола Мектич Мате Павич | Денис Шаповалов Губерт Гуркач           | Новак Джокович Річардас Беранкіс Яннік Сіннер Маккензі Макдоналд      |
| 21 лютого | Mexican Open Акапулько, Мексика ATP 500 Тверде – $1,832,890 – 32S/16Q/16D Одиночний розряд – Парний розряд | Рафаель Надаль 6–4, 6–4 | Кемерон Норрі | Данило Медведєв Стефанос Ціціпас        | Йосіхіто Нісіока Томмі Пол Маркос Гірон Петер Гойовчик                |
| 21 лютого | Mexican Open Акапулько, Мексика ATP 500 Тверде – $1,832,890 – 32S/16Q/16D Одиночний розряд – Парний розряд | Фелісіано Лопес Стефанос Ціціпас 7–5, 6–4 | Марсело Аревало Жан-Жульєн Роєр | Данило Медведєв Стефанос Ціціпас        | Йосіхіто Нісіока Томмі Пол Маркос Гірон Петер Гойовчик                |
| 21 лютого | Chile Open Сантьяго, Чилі ATP 250 Ґрунт (red) – $546,340 – 28S/16Q/16D Одиночний розряд – Парний розряд | Педро Мартінес 4–6, 6–4, 6–4 | Sebastián Báez | Алехандро Табіло Альберт Рамос Віньолас | Міомір Кецмановіч Яннік Ганфманн Тьяго Монтейро Факундо Баньїс        |
| 21 лютого | Chile Open Сантьяго, Чилі ATP 250 Ґрунт (red) – $546,340 – 28S/16Q/16D Одиночний розряд – Парний розряд | Рафаель Матос Феліпе Малігені Алвеш 7–6(10–8), 7–6(7–3) | Андре Ґоранссон Натаніел Ламмонс | Алехандро Табіло Альберт Рамос Віньолас | Міомір Кецмановіч Яннік Ганфманн Тьяго Монтейро Факундо Баньїс        |
| 28 лютого | Davis Cup qualifying round Буенос-Айрес, Аргентина – clay Братислава, Словаччина – hard (i) Еспоо, Фінляндія – hard (i) Гельсінгборг, Швеція – hard (i) Pau, Франція – hard (i) Марбелья, Іспанія – clay Осло, Норвегія – hard (i) Ріно (Невада), США – hard (i) Гаага, Нідерланди – clay (i) Сідней, Австралія – hard Сеул, Південна Корея – hard (i) Ріо-де-Жанейро, Бразилія – clay | Qualifying round winners · Аргентина 3–0 · Італія 3–2 · Бельгія 3–2 · Швеція 3–2 · Франція 3–0 · Іспанія 3–1 · Казахстан 3–1 · США 3–0 · Нідерланди 3–0 · Австралія 3–2 · Південна Корея 3–1 · Німеччина 3–1 | Qualifying round losers · Чехія · Словаччина · Фінляндія · Японія · Еквадор · Румунія · Норвегія · Колумбія · Канада · Угорщина · Австрія · Бразилія |                                         |                                                                       |

### Березень
| Тиждень               | Турнір | Чемпіони                               | Фіналісти                            | Півфіналісти                      | Чвертьфіналісти                                                 |
| --------------------- | --- | -------------------------------------- | ------------------------------------ | --------------------------------- | --------------------------------------------------------------- |
| 7 березня 14 березня  | Indian Wells Masters Індіан-Веллс, США ATP Masters 1000 Тверде – $9,554,920 – 96S/48Q/32D Одиночний розряд – Парний розряд | Тейлор Фріц 6–3, 7–6(7–5)              | Рафаель Надаль                       | Карлос Алькарас Андрій Рубльов    | Кемерон Норрі Нік Киріос Міомір Кецмановіч Григор Димитров      |
| 7 березня 14 березня  | Indian Wells Masters Індіан-Веллс, США ATP Masters 1000 Тверде – $9,554,920 – 96S/48Q/32D Одиночний розряд – Парний розряд | Джон Ізнер Джек Сок 7–6(7–4), 6–3      | Сантьяго Гонсалес Едуар Роже-Васслен | Карлос Алькарас Андрій Рубльов    | Кемерон Норрі Нік Киріос Міомір Кецмановіч Григор Димитров      |
| 21 березня 28 березня | Miami Open Маямі-Гарденс, США ATP Masters 1000 Тверде – $9,554,920 – 96S/48Q/32D Одиночний розряд – Парний розряд          | Карлос Алькарас 7–5, 6–4               | Каспер Рууд                          | Губерт Гуркач Франсіско Черундоло | Данило Медведєв Міомір Кецмановіч Яннік Сіннер Александр Зверєв |
| 21 березня 28 березня | Miami Open Маямі-Гарденс, США ATP Masters 1000 Тверде – $9,554,920 – 96S/48Q/32D Одиночний розряд – Парний розряд          | Губерт Гуркач Джон Ізнер 7–6(7–5), 6–4 | Веслі Колгоф Ніл Скупскі             | Губерт Гуркач Франсіско Черундоло | Данило Медведєв Міомір Кецмановіч Яннік Сіннер Александр Зверєв |

### Квітень
| Week      | Турнір | Champions                                           | Поразка                           | Semifinalists                          | Quarterfinalists                                                             |
| --------- | --- | --------------------------------------------------- | --------------------------------- | -------------------------------------- | ---------------------------------------------------------------------------- |
| 4 квітня  | U.S. Men's Clay Court Championships Х'юстон, США ATP 250 Ґрунт (maroon) – $665,330 – 28S/16Q/16D Одиночний розряд – Парний розряд           | Рейллі Опелка 6–3, 7–6(9–7)                         | Джон Ізнер                        | Нік Киріос Крістіан Гарін              | Майкл Ммо Ґейс Браувер Френсіс Тіафо Тейлор Фріц                             |
| 4 квітня  | U.S. Men's Clay Court Championships Х'юстон, США ATP 250 Ґрунт (maroon) – $665,330 – 28S/16Q/16D Одиночний розряд – Парний розряд           | Меттью Ебден Макс Перселл 6–3, 6–3                  | Іван Сабанов Матей Сабанов        | Нік Киріос Крістіан Гарін              | Майкл Ммо Ґейс Браувер Френсіс Тіафо Тейлор Фріц                             |
| 4 квітня  | Grand Prix Hassan II Марракеш, Марокко ATP 250 Ґрунт (red) – €597,900 – 32S/16Q/16D Одиночний розряд – Парний розряд                        | Давід Ґоффен 3–6, 6–3, 6–3                          | Алекс Молчан                      | Ласло Дьєр Федеріко Корія              | Ботік ван де Зандсгулп Лоренцо Музетті Рішар Гаске Роберто Карбальєс Баена   |
| 4 квітня  | Grand Prix Hassan II Марракеш, Марокко ATP 250 Ґрунт (red) – €597,900 – 32S/16Q/16D Одиночний розряд – Парний розряд                        | Рафаель Матос Давід Веґа Ернандес 6–1, 7–5          | Андреа Вавассорі Ян Зелінський    | Ласло Дьєр Федеріко Корія              | Ботік ван де Зандсгулп Лоренцо Музетті Рішар Гаске Роберто Карбальєс Баена   |
| 11 квітня | Monte-Carlo Masters Рокбрюн-Кап-Мартен, Франція ATP Masters 1000 Ґрунт (red) – €5,802,475 – 56S/28Q/28D Одиночний розряд – Парний розряд    | Стефанос Ціціпас 6–3, 7–6(7–3)                      | Алехандро Давидович Фокіна        | Григор Димитров Александр Зверєв       | Тейлор Фріц Губерт Гуркач Дієго Шварцман Яннік Сіннер                        |
| 11 квітня | Monte-Carlo Masters Рокбрюн-Кап-Мартен, Франція ATP Masters 1000 Ґрунт (red) – €5,802,475 – 56S/28Q/28D Одиночний розряд – Парний розряд    | Ражів Рам Джо Солсбері 6–4, 3–6, [10–7]             | Хуан Себастьян Кабаль Роберт Фара | Григор Димитров Александр Зверєв       | Тейлор Фріц Губерт Гуркач Дієго Шварцман Яннік Сіннер                        |
| 18 квітня | Barcelona Open Барселона, Іспанія ATP 500 Ґрунт (red) – €2,802,580 – 48S/24Q/16D Одиночний розряд – Парний розряд                           | Карлос Алькарас 6–3, 6–2                            | Пабло Карреньо Буста              | Алекс де Мінор Дієго Шварцман          | Стефанос Ціціпас Кемерон Норрі Фелікс Оже-Аліассім Каспер Рууд               |
| 18 квітня | Barcelona Open Барселона, Іспанія ATP 500 Ґрунт (red) – €2,802,580 – 48S/24Q/16D Одиночний розряд – Парний розряд                           | Кевін Кравіц Андреас Міс 6–7(3–7), 7–6(7–5), [10–6] | Веслі Колгоф Ніл Скупскі          | Алекс де Мінор Дієго Шварцман          | Стефанос Ціціпас Кемерон Норрі Фелікс Оже-Аліассім Каспер Рууд               |
| 18 квітня | Serbia Open Белград, Сербія ATP 250 Ґрунт (red) – €597,900 – 28S/16Q/16D Одиночний розряд – Парний розряд                                   | Андрій Рубльов 6–2, 6–7(4–7), 6–0                   | Новак Джокович                    | Карен Хачанов Фабіо Фоніні             | Міомір Кецмановіч Тьяго Монтейро Оскар Отте Таро Даніель                     |
| 18 квітня | Serbia Open Белград, Сербія ATP 250 Ґрунт (red) – €597,900 – 28S/16Q/16D Одиночний розряд – Парний розряд                                   | Аріель Беар Ґонсало Ескобар 6–2, 3–6, [10–7]        | Нікола Мектич Мате Павич          | Карен Хачанов Фабіо Фоніні             | Міомір Кецмановіч Тьяго Монтейро Оскар Отте Таро Даніель                     |
| 25 квітня | Estoril Open Кашкайш, Португалія ATP 250 Ґрунт (red) – €597,900 – 28S/16Q/16D Одиночний розряд – Парний розряд                              | Sebastián Báez 6–3, 6–2                             | Френсіс Тіафо                     | Себастьян Корда Альберт Рамос Віньолас | Фелікс Оже-Аліассім Алехандро Давидович Фокіна Рішар Гаске Фернандо Вердаско |
| 25 квітня | Estoril Open Кашкайш, Португалія ATP 250 Ґрунт (red) – €597,900 – 28S/16Q/16D Одиночний розряд – Парний розряд                              | Nuno Borges Франсіску Кабрал 6–2, 6–3               | Максімо Гонсалес Андре Ґоранссон  | Себастьян Корда Альберт Рамос Віньолас | Фелікс Оже-Аліассім Алехандро Давидович Фокіна Рішар Гаске Фернандо Вердаско |
| 25 квітня | Bavarian International Tennis Championships Мюнхен, Німеччина ATP 250 Ґрунт (red) – €597,900 – 28S/16Q/16D Одиночний розряд – Парний розряд | Гольґер Руне 3–4 Ret.                               | Ботік ван де Зандсгулп            | Оскар Отте Міомір Кецмановіч           | Еміль Русувуорі Алехандро Табіло Ніколоз Басілашвілі Каспер Рууд             |
| 25 квітня | Bavarian International Tennis Championships Мюнхен, Німеччина ATP 250 Ґрунт (red) – €597,900 – 28S/16Q/16D Одиночний розряд – Парний розряд | Кевін Кравіц Андреас Міс 4–6, 6–4, [10–7]           | Рафаель Матос Давід Веґа Ернандес | Оскар Отте Міомір Кецмановіч           | Еміль Русувуорі Алехандро Табіло Ніколоз Басілашвілі Каспер Рууд             |

### Травень
| Тиждень             | Турнір | Чемпіони                                                | Фіналісти                         | Півфіналісти                    | Чвертьфіналісти                                                 |
| ------------------- | --- | ------------------------------------------------------- | --------------------------------- | ------------------------------- | --------------------------------------------------------------- |
| 2 травня            | Madrid Open Мадрид, Іспанія ATP Masters 1000 Ґрунт (red) – €7,499,290 – 56S/28Q/28D Одиночний розряд – Парний розряд                                | Карлос Алькарас 6–3, 6–1                                | Александр Зверєв                  | Новак Джокович Стефанос Ціціпас | Губерт Гуркач Рафаель Надаль Андрій Рубльов Фелікс Оже-Аліассім |
| 2 травня            | Madrid Open Мадрид, Іспанія ATP Masters 1000 Ґрунт (red) – €7,499,290 – 56S/28Q/28D Одиночний розряд – Парний розряд                                | Веслі Колгоф Ніл Скупскі 6–7(4–7), 6–4, [10–5]          | Хуан Себастьян Кабаль Роберт Фара | Новак Джокович Стефанос Ціціпас | Губерт Гуркач Рафаель Надаль Андрій Рубльов Фелікс Оже-Аліассім |
| 9 травня            | Italian Open Rome, Італія ATP Masters 1000 Ґрунт (red) – €6,008,725 – 56S/28Q/32D Одиночний розряд – Парний розряд                                  | Новак Джокович 6–0, 7–6(7–5)                            | Стефанос Ціціпас                  | Каспер Рууд Александр Зверєв    | Фелікс Оже-Аліассім Денис Шаповалов Яннік Сіннер Крістіан Гарін |
| 9 травня            | Italian Open Rome, Італія ATP Masters 1000 Ґрунт (red) – €6,008,725 – 56S/28Q/32D Одиночний розряд – Парний розряд                                  | Нікола Мектич Мате Павич 6–2, 6–7(6–8), [12–10]         | Джон Ізнер Дієго Шварцман         | Каспер Рууд Александр Зверєв    | Фелікс Оже-Аліассім Денис Шаповалов Яннік Сіннер Крістіан Гарін |
| 16 травня           | Geneva Open Женева, Швейцарія ATP 250 Ґрунт (red) – €597,900 – 28S/16Q/16D Одиночний розряд – Парний розряд                                         | Каспер Рууд 7–6(7–3), 4–6, 7–6(7–1)                     | Жуан Соуза                        | Рішар Гаске Рейллі Опелка       | Каміл Майхшак Ілля Івашко Таллон Ґрікспор Танасі Коккінакіс     |
| 16 травня           | Geneva Open Женева, Швейцарія ATP 250 Ґрунт (red) – €597,900 – 28S/16Q/16D Одиночний розряд – Парний розряд                                         | Нікола Мектич Мате Павич 2–6, 6–2, [10–3]               | Пабло Андухар Матве Мідделкоп     | Рішар Гаске Рейллі Опелка       | Каміл Майхшак Ілля Івашко Таллон Ґрікспор Танасі Коккінакіс     |
| 16 травня           | Lyon Open Ліон, Франція ATP 250 Ґрунт (red) – €597,900 – 28S/16Q/16D Одиночний розряд – Парний розряд                                               | Кемерон Норрі 6–3, 6–7(3–7), 6–1                        | Алекс Молчан                      | Гольґер Руне Алекс де Мінор     | Sebastián Báez Мануель Гінар Yosuke Watanuki Федеріко Корія     |
| 16 травня           | Lyon Open Ліон, Франція ATP 250 Ґрунт (red) – €597,900 – 28S/16Q/16D Одиночний розряд – Парний розряд                                               | Іван Додіг Остін Крайчек 6–3, 6–4                       | Максімо Гонсалес Марсело Мело     | Гольґер Руне Алекс де Мінор     | Sebastián Báez Мануель Гінар Yosuke Watanuki Федеріко Корія     |
| 23 травня 30 травня | Відкритий чемпіонат Франції з тенісу Paris, Франція Grand Slam Ґрунт (red) – €21,256,800 128S/128Q/64D/32X Одиночний розряд – Парний розряд – Мікст | Рафаель Надаль 6–3, 6–3, 6–0                            | Каспер Рууд                       | Александр Зверєв Марин Чилич    | Новак Джокович Карлос Алькарас Гольґер Руне Андрій Рубльов      |
| 23 травня 30 травня | Відкритий чемпіонат Франції з тенісу Paris, Франція Grand Slam Ґрунт (red) – €21,256,800 128S/128Q/64D/32X Одиночний розряд – Парний розряд – Мікст | Марсело Аревало Жан-Жульєн Роєр 6–7(4–7), 7–6(7–5), 6–3 | Іван Додіг Остін Крайчек          | Александр Зверєв Марин Чилич    | Новак Джокович Карлос Алькарас Гольґер Руне Андрій Рубльов      |
| 23 травня 30 травня | Відкритий чемпіонат Франції з тенісу Paris, Франція Grand Slam Ґрунт (red) – €21,256,800 128S/128Q/64D/32X Одиночний розряд – Парний розряд – Мікст | Ена Сібахара Веслі Колгоф 7–6(7–5), 6–2                 | Ульрікке Ейкері Йоран Вліґен      | Александр Зверєв Марин Чилич    | Новак Джокович Карлос Алькарас Гольґер Руне Андрій Рубльов      |

### Червень
| Тиждень           | Турнір | Чемпіони                                                          | Фіналісти                       | Півфіналісти                         | Чвертьфіналісти                                                              |
| ----------------- | --- | ----------------------------------------------------------------- | ------------------------------- | ------------------------------------ | ---------------------------------------------------------------------------- |
| 6 червня          | Rosmalen Grass Court Championships Rosmalen, Нідерланди ATP 250 Трава – €725,540 – 28S/16Q/16D Одиночний розряд – Парний розряд        | Тім ван Рейтговен 6–4, 6–1                                        | Данило Медведєв                 | Адріан Маннаріно Фелікс Оже-Аліассім | Ілля Івашко Брендон Накашіма Юґо Ґастон Карен Хачанов                        |
| 6 червня          | Rosmalen Grass Court Championships Rosmalen, Нідерланди ATP 250 Трава – €725,540 – 28S/16Q/16D Одиночний розряд – Парний розряд        | Веслі Колгоф Ніл Скупскі 4–6, 7–5, [10–6]                         | Меттью Ебден Макс Перселл       | Адріан Маннаріно Фелікс Оже-Аліассім | Ілля Івашко Брендон Накашіма Юґо Ґастон Карен Хачанов                        |
| 6 червня          | Stuttgart Open Штутгарт, Німеччина ATP 250 Трава – €769,645 – 28S/16Q/16D Одиночний розряд – Парний розряд                             | Маттео Берреттіні 6–4, 5–7, 6–3                                   | Енді Маррей                     | Нік Киріос Оскар Отте                | Стефанос Ціціпас Мартон Фучович Бенжамен Бонзі Лоренцо Сонего                |
| 6 червня          | Stuttgart Open Штутгарт, Німеччина ATP 250 Трава – €769,645 – 28S/16Q/16D Одиночний розряд – Парний розряд                             | Губерт Гуркач Мате Павич 7–6(7–3), 7–6(7–5)                       | Тім Пюц Майкл Вінус             | Нік Киріос Оскар Отте                | Стефанос Ціціпас Мартон Фучович Бенжамен Бонзі Лоренцо Сонего                |
| 13 червня         | Halle Open Галле, Німеччина ATP 500 Трава – €2,275,275 – 32S/24Q/24D Одиночний розряд – Парний розряд                                  | Губерт Гуркач 6–1, 6–4                                            | Данило Медведєв                 | Оскар Отте Нік Киріос                | Роберто Баутіста Аґут Карен Хачанов Фелікс Оже-Аліассім Пабло Карреньо Буста |
| 13 червня         | Halle Open Галле, Німеччина ATP 500 Трава – €2,275,275 – 32S/24Q/24D Одиночний розряд – Парний розряд                                  | Марсель Гранольєрс Орасіо Себальйос 6–4, 6–7(5–7), [14–12]        | Тім Пюц Майкл Вінус             | Оскар Отте Нік Киріос                | Роберто Баутіста Аґут Карен Хачанов Фелікс Оже-Аліассім Пабло Карреньо Буста |
| 13 червня         | Queen's Club Championships London, Велика Британія ATP 500 Трава – €2,275,275 – 32S/16Q/24D Одиночний розряд – Парний розряд           | Маттео Берреттіні 7–5, 6–4                                        | Філіп Країнович                 | Марин Чилич Ботік ван де Зандсгулп   | Раян Пеністон Еміль Русувуорі Алехандро Давидович Фокіна Томмі Пол           |
| 13 червня         | Queen's Club Championships London, Велика Британія ATP 500 Трава – €2,275,275 – 32S/16Q/24D Одиночний розряд – Парний розряд           | Нікола Мектич Мате Павич 3–6, 7–6(7–3), [10–6]                    | Ллойд Ґласспул Гаррі Геліоваара | Марин Чилич Ботік ван де Зандсгулп   | Раян Пеністон Еміль Русувуорі Алехандро Давидович Фокіна Томмі Пол           |
| 20 червня         | Eastbourne International Істборн, Велика Британія ATP 250 Трава – €760,750 – 28S/16Q/16D Одиночний розряд – Парний розряд              | Тейлор Фріц 6–2, 6–7(4–7), 7–6(7–4)                               | Максім Крессі                   | Джек Драпер Алекс де Мінор           | Кемерон Норрі Раян Пеністон Олександр Бублик Томмі Пол                       |
| 20 червня         | Eastbourne International Істборн, Велика Британія ATP 250 Трава – €760,750 – 28S/16Q/16D Одиночний розряд – Парний розряд              | Нікола Мектич Мате Павич 6–4, 6–2                                 | Матве Мідделкоп Люк Савіль      | Джек Драпер Алекс де Мінор           | Кемерон Норрі Раян Пеністон Олександр Бублик Томмі Пол                       |
| 20 червня         | Mallorca Championships Santa Ponsa, Іспанія ATP 250 Трава – €951,745 – 28S/16Q/16D Одиночний розряд – Парний розряд                    | Стефанос Ціціпас 6–4, 3–6, 7–6(7–2)                               | Роберто Баутіста Аґут           | Antoine Bellier Бенжамен Бонзі       | Данило Медведєв Таллон Ґрікспор Даніель Альтмаєр Маркос Гірон                |
| 20 червня         | Mallorca Championships Santa Ponsa, Іспанія ATP 250 Трава – €951,745 – 28S/16Q/16D Одиночний розряд – Парний розряд                    | Рафаель Матос Давід Веґа Ернандес 7–6(7–5), 6–7(6–8), [10–1]      | Аріель Беар Ґонсало Ескобар     | Antoine Bellier Бенжамен Бонзі       | Данило Медведєв Таллон Ґрікспор Даніель Альтмаєр Маркос Гірон                |
| 27 червня 4 липня | Вімблдонський турнір London, Велика Британія Grand Slam Трава – £35,016,000 128S/128Q/64D/32X Одиночний розряд – Парний розряд – Мікст | Новак Джокович 4–6, 6–3, 6–4, 7–6(7–3)                            | Нік Киріос                      | Кемерон Норрі Рафаель Надаль         | Яннік Сіннер Давід Ґоффен Крістіан Гарін Тейлор Фріц                         |
| 27 червня 4 липня | Вімблдонський турнір London, Велика Британія Grand Slam Трава – £35,016,000 128S/128Q/64D/32X Одиночний розряд – Парний розряд – Мікст | Меттью Ебден Макс Перселл 7–6(7–5), 6–7(3–7), 4–6, 6–4, 7–6(10–2) | Нікола Мектич Мате Павич        | Кемерон Норрі Рафаель Надаль         | Яннік Сіннер Давід Ґоффен Крістіан Гарін Тейлор Фріц                         |
| 27 червня 4 липня | Вімблдонський турнір London, Велика Британія Grand Slam Трава – £35,016,000 128S/128Q/64D/32X Одиночний розряд – Парний розряд – Мікст | Ніл Скупскі Дезіре Кравчик 6–4, 6–3                               | Меттью Ебден Саманта Стосур     | Кемерон Норрі Рафаель Надаль         | Яннік Сіннер Давід Ґоффен Крістіан Гарін Тейлор Фріц                         |

### Липень
| Тиждень  | Турнір | Чемпіони                                            | Фіналісти                           | Півфіналісти                          | Чвертьфіналісти                                                                |
| -------- | --- | --------------------------------------------------- | ----------------------------------- | ------------------------------------- | ------------------------------------------------------------------------------ |
| 11 липня | Swedish Open Бостад, Швеція ATP 250 €597,900 − Ґрунт (red) − 28S/16Q/16D Одиночний розряд – Парний розряд                | Франсіско Черундоло 7–6(7–4), 6–2                   | Sebastián Báez                      | Пабло Карреньо Буста Андрій Рубльов   | Аслан Карацев Дієго Шварцман Домінік Тім Ласло Дьєр                            |
| 11 липня | Swedish Open Бостад, Швеція ATP 250 €597,900 − Ґрунт (red) − 28S/16Q/16D Одиночний розряд – Парний розряд                | Рафаель Матос Давід Веґа Ернандес 6–4, 3–6, [13–11] | Сімоне Болеллі Фабіо Фоніні         | Пабло Карреньо Буста Андрій Рубльов   | Аслан Карацев Дієго Шварцман Домінік Тім Ласло Дьєр                            |
| 11 липня | Hall of Fame Open Ньюпорт, США ATP 250 $665,330 − Трава − 28S/16Q/16D Одиночний розряд – Парний розряд                   | Максім Крессі 2–6, 6–3, 7–6(7–3)                    | Олександр Бублик                    | Джейсон Кублер Джон Ізнер             | Джеймс Дакворт Енді Маррей Стів Джонсон Бенжамен Бонзі                         |
| 11 липня | Hall of Fame Open Ньюпорт, США ATP 250 $665,330 − Трава − 28S/16Q/16D Одиночний розряд – Парний розряд                   | Вільям Блумберґ Стів Джонсон 6–4, 7–5               | Равен Класен Марсело Мело           | Джейсон Кублер Джон Ізнер             | Джеймс Дакворт Енді Маррей Стів Джонсон Бенжамен Бонзі                         |
| 18 липня | Hamburg European Open Гамбург, Німеччина ATP 500 €1,911,620 − Ґрунт (red) − 32S/16Q/16D Одиночний розряд – Парний розряд | Лоренцо Музетті 6–4, 6–7(6–8), 6–4                  | Карлос Алькарас                     | Алекс Молчан Франсіско Черундоло      | Карен Хачанов Борна Чорич Алехандро Давидович Фокіна Аслан Карацев             |
| 18 липня | Hamburg European Open Гамбург, Німеччина ATP 500 €1,911,620 − Ґрунт (red) − 32S/16Q/16D Одиночний розряд – Парний розряд | Ллойд Ґласспул Гаррі Геліоваара 6–2, 6–4            | Роган Бопанна Матве Мідделкоп       | Алекс Молчан Франсіско Черундоло      | Карен Хачанов Борна Чорич Алехандро Давидович Фокіна Аслан Карацев             |
| 18 липня | Swiss Open Gstaad, Швейцарія ATP 250 €597,900 − Ґрунт (red) − 28S/16Q/16D Одиночний розряд – Парний розряд               | Каспер Рууд 4–6, 7–6(7–4), 6–2                      | Маттео Берреттіні                   | Альберт Рамос Віньолас Домінік Тім    | Хауме Мунар Ніколас Джаррі Хуан Пабло Варільяс Педро Мартінес                  |
| 18 липня | Swiss Open Gstaad, Швейцарія ATP 250 €597,900 − Ґрунт (red) − 28S/16Q/16D Одиночний розряд – Парний розряд               | Томіслав Бркич Франсіску Кабрал 6–4, 6–4            | Робін Гаасе Філіпп Освальд          | Альберт Рамос Віньолас Домінік Тім    | Хауме Мунар Ніколас Джаррі Хуан Пабло Варільяс Педро Мартінес                  |
| 25 липня | Atlanta Open Атланта, США ATP 250 $792,980 − Тверде − 28S/16Q/16D Одиночний розряд – Парний розряд                       | Алекс де Мінор 6–3, 6–3                             | Дженсон Бруксбі                     | Ілля Івашко Френсіс Тіафо             | Томмі Пол Адріан Маннаріно Брендон Накашіма Джон Ізнер                         |
| 25 липня | Atlanta Open Атланта, США ATP 250 $792,980 − Тверде − 28S/16Q/16D Одиночний розряд – Парний розряд                       | Танасі Коккінакіс Нік Киріос 7–6(7–4), 7–5          | Джейсон Кублер Джон Пірс (тенісист) | Ілля Івашко Френсіс Тіафо             | Томмі Пол Адріан Маннаріно Брендон Накашіма Джон Ізнер                         |
| 25 липня | Austrian Open Кіцбюель, Австрія ATP 250 €597,900− Ґрунт (red) − 28S/16Q/16D Одиночний розряд – Парний розряд             | Роберто Баутіста Аґут 6–2, 6–2                      | Filip Misolic                       | Альберт Рамос Віньолас Яннік Ганфманн | Педро Мартінес Їржі Легечка Душан Лайович Домінік Тім                          |
| 25 липня | Austrian Open Кіцбюель, Австрія ATP 250 €597,900− Ґрунт (red) − 28S/16Q/16D Одиночний розряд – Парний розряд             | Педро Мартінес Лоренцо Сонего 5–7, 6–4, [10–8]      | Тім Пюц Майкл Вінус                 | Альберт Рамос Віньолас Яннік Ганфманн | Педро Мартінес Їржі Легечка Душан Лайович Домінік Тім                          |
| 25 липня | Croatia Open Умаг, Хорватія ATP 250 €597,900 − Ґрунт (red) − 28S/16Q/16D Одиночний розряд – Парний розряд                | Яннік Сіннер 6–7(5–7), 6–1, 6–1                     | Карлос Алькарас                     | Giulio Zeppieri Franco Agamenone      | Факундо Баньїс Bernabé Zapata Miralles Марко Чеккінато Роберто Карбальєс Баена |
| 25 липня | Croatia Open Умаг, Хорватія ATP 250 €597,900 − Ґрунт (red) − 28S/16Q/16D Одиночний розряд – Парний розряд                | Сімоне Болеллі Фабіо Фоніні 5–7, 7–6(8–6), [10–7]   | Ллойд Ґласспул Гаррі Геліоваара     | Giulio Zeppieri Franco Agamenone      | Факундо Баньїс Bernabé Zapata Miralles Марко Чеккінато Роберто Карбальєс Баена |

### Серпень
| Тиждень             | Турнір | Чемпіони                                           | Фіналісти                           | Півфіналісти                              | Чвертьфіналісти                                            |
| ------------------- | --- | -------------------------------------------------- | ----------------------------------- | ----------------------------------------- | ---------------------------------------------------------- |
| 1 серпня            | Washington Open Вашингтон, США ATP 500 $2,108,110 − Тверде − 48S/16Q/16D Одиночний розряд – Парний розряд                                      | Нік Киріос 6–4, 6–3                                | Йосіхіто Нісіока                    | Андрій Рубльов Мікаель Імер               | Джеффрі Джон Вольф Ден Еванс Френсіс Тіафо Себастьян Корда |
| 1 серпня            | Washington Open Вашингтон, США ATP 500 $2,108,110 − Тверде − 48S/16Q/16D Одиночний розряд – Парний розряд                                      | Нік Киріос Джек Сок 7–5, 6–4                       | Іван Додіг Остін Крайчек            | Андрій Рубльов Мікаель Імер               | Джеффрі Джон Вольф Ден Еванс Френсіс Тіафо Себастьян Корда |
| 1 серпня            | Los Cabos Open Кабо-Сан-Лукас, Мексика ATP 250 $920,625 − Тверде − 28S/16Q/16D Одиночний розряд – Парний розряд                                | Данило Медведєв 7–5, 6–0                           | Кемерон Норрі                       | Міомір Кецмановіч Фелікс Оже-Аліассім     | Річардас Беранкіс Брендон Накашіма Раду Албот Стів Джонсон |
| 1 серпня            | Los Cabos Open Кабо-Сан-Лукас, Мексика ATP 250 $920,625 − Тверде − 28S/16Q/16D Одиночний розряд – Парний розряд                                | Вільям Блумберґ Міомір Кецмановіч 6–0, 6–1         | Равен Класен Марсело Мело           | Міомір Кецмановіч Фелікс Оже-Аліассім     | Річардас Беранкіс Брендон Накашіма Раду Албот Стів Джонсон |
| 8 серпня            | Canadian Open Монреаль, Канада ATP Masters 1000 $6,573,785 − Тверде − 56S/28Q/28D Одиночний розряд – Парний розряд                             | Пабло Карреньо Буста 3–6, 6–3, 6–3                 | Губерт Гуркач                       | Каспер Рууд Ден Еванс                     | Нік Киріос Фелікс Оже-Аліассім Джек Драпер Томмі Пол       |
| 8 серпня            | Canadian Open Монреаль, Канада ATP Masters 1000 $6,573,785 − Тверде − 56S/28Q/28D Одиночний розряд – Парний розряд                             | Веслі Колгоф Ніл Скупскі 6–2, 4–6, [10–6]          | Ден Еванс Джон Пірс (тенісист)      | Каспер Рууд Ден Еванс                     | Нік Киріос Фелікс Оже-Аліассім Джек Драпер Томмі Пол       |
| 15 серпня           | Cincinnati Masters Мейсон, США ATP Masters 1000 $6,971,275 − Тверде − 56S/28Q/28D Одиночний розряд – Парний розряд                             | Борна Чорич 7–6(7–0), 6–2                          | Стефанос Ціціпас                    | Данило Медведєв Кемерон Норрі             | Тейлор Фріц Джон Ізнер Карлос Алькарас Фелікс Оже-Аліассім |
| 15 серпня           | Cincinnati Masters Мейсон, США ATP Masters 1000 $6,971,275 − Тверде − 56S/28Q/28D Одиночний розряд – Парний розряд                             | Ражів Рам Джо Солсбері 7–6(7–4), 7–6(7–5)          | Тім Пюц Майкл Вінус                 | Данило Медведєв Кемерон Норрі             | Тейлор Фріц Джон Ізнер Карлос Алькарас Фелікс Оже-Аліассім |
| 22 серпня           | Winston-Salem Open Вінстон-Сейлем, США ATP 250 $823,420 − Тверде − 48S/16Q/16D Одиночний розряд – Парний розряд                                | Адріан Маннаріно 7–6(7–1), 6–4                     | Ласло Дьєр                          | Марк-Андреа Гюслер Ботік ван де Зандсгулп | Джек Драпер Рішар Гаске Максім Крессі Бенжамен Бонзі       |
| 22 серпня           | Winston-Salem Open Вінстон-Сейлем, США ATP 250 $823,420 − Тверде − 48S/16Q/16D Одиночний розряд – Парний розряд                                | Меттью Ебден Джеймі Маррей 6–4, 6–2                | Юго Нис Ян Зелінський               | Марк-Андреа Гюслер Ботік ван де Зандсгулп | Джек Драпер Рішар Гаске Максім Крессі Бенжамен Бонзі       |
| 29 серпня 5 вересня | Відкритий чемпіонат США з тенісу New York City, США Grand Slam $27,915,200 − Тверде 128S/128Q/64D/32X Одиночний розряд – Парний розряд – Мікст | Карлос Алькарас 6–4, 2–6, 7–6(7–1), 6–3            | Каспер Рууд                         | Карен Хачанов Френсіс Тіафо               | Нік Киріос Маттео Берреттіні Яннік Сіннер Андрій Рубльов   |
| 29 серпня 5 вересня | Відкритий чемпіонат США з тенісу New York City, США Grand Slam $27,915,200 − Тверде 128S/128Q/64D/32X Одиночний розряд – Парний розряд – Мікст | Ражів Рам Джо Солсбері 7–6(7–4), 7–5               | Веслі Колгоф Ніл Скупскі            | Карен Хачанов Френсіс Тіафо               | Нік Киріос Маттео Берреттіні Яннік Сіннер Андрій Рубльов   |
| 29 серпня 5 вересня | Відкритий чемпіонат США з тенісу New York City, США Grand Slam $27,915,200 − Тверде 128S/128Q/64D/32X Одиночний розряд – Парний розряд – Мікст | Сторм Гантер Джон Пірс (тенісист) 4–6, 6–4, [10–7] | Кірстен Фліпкенс Едуар Роже-Васслен | Карен Хачанов Френсіс Тіафо               | Нік Киріос Маттео Берреттіні Яннік Сіннер Андрій Рубльов   |

### Вересень
| Тиждень    | Турнір | Чемпіони                                           | Фіналісти                                   | Півфіналісти                         | Чвертьфіналісти                                                                                  |
| ---------- | --- | -------------------------------------------------- | ------------------------------------------- | ------------------------------------ | ------------------------------------------------------------------------------------------------ |
| 12 вересня | Davis Cup Group stage Болонья, Італія Глазго, Велика Британія Гамбург, Німеччина Валенсія, Іспанія Тверде (i) – 16 teams | Italy Spain Germany Netherlands                    | Croatia Canada Australia United States      |                                      |                                                                                                  |
| 19 вересня | Laver Cup London, Велика Британія Тверде (i) – $2,250,000                                                                | Team World 13–8                                    | Team Europe                                 |                                      |                                                                                                  |
| 19 вересня | Moselle Open Мец, Франція ATP 250 Тверде (i) – €597,900 – 28S/16Q/16D Одиночний розряд – Парний розряд                   | Лоренцо Сонего 7–6(7–3), 6–2                       | Олександр Бублик                            | Стен Вавринка Губерт Гуркач          | Мікаель Імер Гольґер Руне Себастьян Корда Артур Рендеркнек                                       |
| 19 вересня | Moselle Open Мец, Франція ATP 250 Тверде (i) – €597,900 – 28S/16Q/16D Одиночний розряд – Парний розряд                   | Юго Нис Ян Зелінський 7–6(7–5), 6–4                | Ллойд Ґласспул Гаррі Геліоваара             | Стен Вавринка Губерт Гуркач          | Мікаель Імер Гольґер Руне Себастьян Корда Артур Рендеркнек                                       |
| 19 вересня | San Diego Open Сан-Дієго, США ATP 250 Тверде – $661,800 – 28S/16Q/16D Одиночний розряд – Парний розряд                   | Брендон Накашіма 6–4, 6–4                          | Маркос Гірон                                | Ден Еванс Christopher O'Connell      | Констан Лестьєнн Джеймс Дакворт Даніель Елагі Ґалан Дженсон Бруксбі                              |
| 19 вересня | San Diego Open Сан-Дієго, США ATP 250 Тверде – $661,800 – 28S/16Q/16D Одиночний розряд – Парний розряд                   | Натаніел Ламмонс Джексон Вітроу 7–6(7–5), 6–2      | Джейсон Кублер Люк Савіль                   | Ден Еванс Christopher O'Connell      | Констан Лестьєнн Джеймс Дакворт Даніель Елагі Ґалан Дженсон Бруксбі                              |
| 26 вересня | Tel Aviv Open Тель-Авів, Ізраїль ATP 250 Тверде (i) – $1,019,855 – 28S/16Q/16D Одиночний розряд – Парний розряд          | Новак Джокович 6–3, 6–4                            | Марин Чилич                                 | Роман Сафіуллін Констан Лестьєнн     | Вашек Поспішил Артур Рендеркнек Максім Крессі Лієм Броді                                         |
| 26 вересня | Tel Aviv Open Тель-Авів, Ізраїль ATP 250 Тверде (i) – $1,019,855 – 28S/16Q/16D Одиночний розряд – Парний розряд          | Роган Бопанна Матве Мідделкоп 6–2, 6–4             | Сантьяго Гонсалес Андрес Мольтені           | Роман Сафіуллін Констан Лестьєнн     | Вашек Поспішил Артур Рендеркнек Максім Крессі Лієм Броді                                         |
| 26 вересня | Sofia Open Софія, Болгарія ATP 250 Тверде (i) – €597,900 – 28S/16Q/16D Одиночний розряд – Парний розряд                  | Марк-Андреа Гюслер 6–4, 7–6(10–8)                  | Гольґер Руне                                | Яннік Сіннер Лоренцо Музетті         | Aleksandar Vukic Ілля Івашко Ян-Леннард Штруфф Каміл Майхшак                                     |
| 26 вересня | Sofia Open Софія, Болгарія ATP 250 Тверде (i) – €597,900 – 28S/16Q/16D Одиночний розряд – Парний розряд                  | Рафаель Матос Давід Веґа Ернандес 3–6, 7–5, [10–8] | Фабіан Фаллерт Оскар Отте                   | Яннік Сіннер Лоренцо Музетті         | Aleksandar Vukic Ілля Івашко Ян-Леннард Штруфф Каміл Майхшак                                     |
| 26 вересня | Korea Open Сеул, Південна Корея ATP 250 Тверде – $1,237,570 – 28S/16Q/16D Одиночний розряд – Парний розряд               | Йосіхіто Нісіока 6–4, 7–6(7–5)                     | Денис Шаповалов                             | Aleksandar Kovacevic Дженсон Бруксбі | Каспер Рууд Маккензі Макдоналд [[Файл:Шаблон:Прапор MLD\|20x13px\|MLD]] Раду Албот Кемерон Норрі |
| 26 вересня | Korea Open Сеул, Південна Корея ATP 250 Тверде – $1,237,570 – 28S/16Q/16D Одиночний розряд – Парний розряд               | Равен Класен Натаніел Ламмонс 6–1, 7–5             | Ніколас Баррієнтос Мігель Ангел Реєс-Варела | Aleksandar Kovacevic Дженсон Бруксбі | Каспер Рууд Маккензі Макдоналд [[Файл:Шаблон:Прапор MLD\|20x13px\|MLD]] Раду Албот Кемерон Норрі |

### Жовтень
| Тиждень   | Турнір | Чемпіони                                                    | Фіналісти                         | Півфіналісти                          | Чвертьфіналісти                                                              |
| --------- | --- | ----------------------------------------------------------- | --------------------------------- | ------------------------------------- | ---------------------------------------------------------------------------- |
| 3 жовтня  | Astana Open Астана, Казахстан ATP 500 Тверде (i) – $2,054,825 – 32S/16Q/16D Одиночний розряд – Парний розряд         | Новак Джокович 6–3, 6–4                                     | Стефанос Ціціпас                  | Андрій Рубльов Данило Медведєв        | Адріан Маннаріно Губерт Гуркач Карен Хачанов Роберто Баутіста Аґут           |
| 3 жовтня  | Astana Open Астана, Казахстан ATP 500 Тверде (i) – $2,054,825 – 32S/16Q/16D Одиночний розряд – Парний розряд         | Нікола Мектич Мате Павич 6–4, 6–2                           | Адріан Маннаріно Фабріс Мартен    | Андрій Рубльов Данило Медведєв        | Адріан Маннаріно Губерт Гуркач Карен Хачанов Роберто Баутіста Аґут           |
| 3 жовтня  | Japan Open Tokyo, Японія ATP 500 Тверде – $2,108,110 – 32S/16Q/16D Одиночний розряд – Парний розряд                  | Тейлор Фріц 7–6(7–3), 7–6(7–2)                              | Френсіс Тіафо                     | Квон Сун-ву Денис Шаповалов           | Педро Мартінес Міомір Кецмановіч Нік Киріос Борна Чорич                      |
| 3 жовтня  | Japan Open Tokyo, Японія ATP 500 Тверде – $2,108,110 – 32S/16Q/16D Одиночний розряд – Парний розряд                  | Маккензі Макдоналд Марсело Мело 6–4, 3–6, [10–4]            | Рафаель Матос Давід Веґа Ернандес | Квон Сун-ву Денис Шаповалов           | Педро Мартінес Міомір Кецмановіч Нік Киріос Борна Чорич                      |
| 10 жовтня | Firenze Open Флоренція, Італія ATP 250 Тверде (i) – €725,540 – 28S/16Q/16D Одиночний розряд – Парний розряд          | Фелікс Оже-Аліассім 6–4, 6–4                                | Джеффрі Джон Вольф                | Лоренцо Музетті Мікаель Імер          | Брендон Накашіма Маккензі Макдоналд Олександр Бублик Роберто Карбальєс Баена |
| 10 жовтня | Firenze Open Флоренція, Італія ATP 250 Тверде (i) – €725,540 – 28S/16Q/16D Одиночний розряд – Парний розряд          | Ніколя Маю Едуар Роже-Васслен 7–6(7–4), 6–3                 | Іван Додіг Остін Крайчек          | Лоренцо Музетті Мікаель Імер          | Брендон Накашіма Маккензі Макдоналд Олександр Бублик Роберто Карбальєс Баена |
| 10 жовтня | Gijón Open Хіхон, Іспанія ATP 250 Тверде (i) – €725,540 – 28S/16Q/16D Одиночний розряд – Парний розряд               | Андрій Рубльов 6–2, 6–3                                     | Себастьян Корда                   | Домінік Тім Артур Рендеркнек          | Томмі Пол Франсіско Черундоло Енді Маррей Пабло Карреньо Буста               |
| 10 жовтня | Gijón Open Хіхон, Іспанія ATP 250 Тверде (i) – €725,540 – 28S/16Q/16D Одиночний розряд – Парний розряд               | Максімо Гонсалес Андрес Мольтені 6–7(6–8), 7–6(7–4), [10–5] | Натаніел Ламмонс Джексон Вітроу   | Домінік Тім Артур Рендеркнек          | Томмі Пол Франсіско Черундоло Енді Маррей Пабло Карреньо Буста               |
| 17 жовтня | European Open Антверпен, Бельгія ATP 250 Тверде (i) – €725,540 – 28S/16Q/16D Одиночний розряд – Парний розряд        | Фелікс Оже-Аліассім 6–3, 6–4                                | Себастьян Корда                   | Домінік Тім Рішар Гаске               | Губерт Гуркач Йосіхіто Нісіока Давід Ґоффен Ден Еванс                        |
| 17 жовтня | European Open Антверпен, Бельгія ATP 250 Тверде (i) – €725,540 – 28S/16Q/16D Одиночний розряд – Парний розряд        | Таллон Ґрікспор Ботік ван де Зандсгулп 3–6, 6–3, [10–5]     | Роган Бопанна Матве Мідделкоп     | Домінік Тім Рішар Гаске               | Губерт Гуркач Йосіхіто Нісіока Давід Ґоффен Ден Еванс                        |
| 17 жовтня | Stockholm Open Стокгольм, Швеція ATP 250 Тверде (i) – €725,540 – 28S/16Q/16D Одиночний розряд – Парний розряд        | Гольґер Руне 6–4, 6–4                                       | Стефанос Ціціпас                  | Еміль Русувуорі Алекс де Мінор        | Мікаель Імер Френсіс Тіафо Денис Шаповалов Кемерон Норрі                     |
| 17 жовтня | Stockholm Open Стокгольм, Швеція ATP 250 Тверде (i) – €725,540 – 28S/16Q/16D Одиночний розряд – Парний розряд        | Марсело Аревало Жан-Жульєн Роєр 6–3, 6–3                    | Ллойд Ґласспул Гаррі Геліоваара   | Еміль Русувуорі Алекс де Мінор        | Мікаель Імер Френсіс Тіафо Денис Шаповалов Кемерон Норрі                     |
| 17 жовтня | Tennis Napoli Cup Неаполь, Італія ATP 250 Тверде – €725,540 – 28S/16Q/16D Одиночний розряд – Парний розряд           | Лоренцо Музетті 7–6(7–5), 6–2                               | Маттео Берреттіні                 | Міомір Кецмановіч Маккензі Макдоналд  | Пабло Карреньо Буста Даніель Елагі Ґалан Чжан Чжичжень Таро Даніель          |
| 17 жовтня | Tennis Napoli Cup Неаполь, Італія ATP 250 Тверде – €725,540 – 28S/16Q/16D Одиночний розряд – Парний розряд           | Іван Додіг Остін Крайчек 6–3, 1–6, [10–8]                   | Меттью Ебден Джон Пірс (тенісист) | Міомір Кецмановіч Маккензі Макдоналд  | Пабло Карреньо Буста Даніель Елагі Ґалан Чжан Чжичжень Таро Даніель          |
| 24 жовтня | Swiss Indoors Базель, Швейцарія ATP 500 Тверде (i) – €2,276,105 – 32S/16Q/16D Одиночний розряд – Парний розряд       | Фелікс Оже-Аліассім 6–3, 7–5                                | Гольґер Руне                      | Карлос Алькарас Роберто Баутіста Аґут | Пабло Карреньо Буста Олександр Бублик Артур Рендеркнек Стен Вавринка         |
| 24 жовтня | Swiss Indoors Базель, Швейцарія ATP 500 Тверде (i) – €2,276,105 – 32S/16Q/16D Одиночний розряд – Парний розряд       | Іван Додіг Остін Крайчек 6–4, 7–6(7–5)                      | Ніколя Маю Едуар Роже-Васслен     | Карлос Алькарас Роберто Баутіста Аґут | Пабло Карреньо Буста Олександр Бублик Артур Рендеркнек Стен Вавринка         |
| 24 жовтня | Vienna Open Відень, Австрія ATP 500 Тверде (i) – €2,489,935 – 32S/16Q/16D Одиночний розряд – Парний розряд           | Данило Медведєв 4–6, 6–3, 6–2                               | Денис Шаповалов                   | Григор Димитров Борна Чорич           | Яннік Сіннер Маркос Гірон Ден Еванс Губерт Гуркач                            |
| 24 жовтня | Vienna Open Відень, Австрія ATP 500 Тверде (i) – €2,489,935 – 32S/16Q/16D Одиночний розряд – Парний розряд           | Александер Ерлер Лукас Мідлер 6–3, 7–6(7–1)                 | Сантьяго Гонсалес Андрес Мольтені | Григор Димитров Борна Чорич           | Яннік Сіннер Маркос Гірон Ден Еванс Губерт Гуркач                            |
| 31 жовтня | Paris Masters Paris, Франція ATP Masters 1000 Тверде (i) – €6,008,725 – 56S/28Q/24D Одиночний розряд – Парний розряд | Гольґер Руне 3–6, 6–3, 7–5                                  | Новак Джокович                    | Фелікс Оже-Аліассім Стефанос Ціціпас  | Карлос Алькарас Френсіс Тіафо Лоренцо Музетті Томмі Пол                      |
| 31 жовтня | Paris Masters Paris, Франція ATP Masters 1000 Тверде (i) – €6,008,725 – 56S/28Q/24D Одиночний розряд – Парний розряд | Веслі Колгоф Ніл Скупскі 7–6(7–5), 6–4                      | Іван Додіг Остін Крайчек          | Фелікс Оже-Аліассім Стефанос Ціціпас  | Карлос Алькарас Френсіс Тіафо Лоренцо Музетті Томмі Пол                      |

### Листопад
| Тиждень      | Турнір | Чемпіони                                 | Фіналісти                | Півфіналісти                | Чвертьфіналісти                                                                 |
| ------------ | --- | ---------------------------------------- | ------------------------ | --------------------------- | ------------------------------------------------------------------------------- |
| 7 листопада  | Next Gen ATP Finals Мілан, Італія Next Generation ATP Фінали Тверде (i) – $1,400,000 – 8S (RR) Одиночний розряд | Брендон Накашіма 4–3(7–5), 4–3(8–6), 4–2 | Їржі Легечка             | Джек Драпер Домінік Штрікер | Раунд robin Francesco Passaro Matteo Arnaldi Лоренцо Музетті Tseng Chun-hsin    |
| 14 листопада | ATP Finals Турин, Італія ATP Фінали Тверде (i) – $14,750,000 – 8S/8D (RR) Одиночний розряд – Парний розряд      | Новак Джокович 7–5, 6–3                  | Каспер Рууд              | Андрій Рубльов Тейлор Фріц  | Раунд robin Фелікс Оже-Аліассім Стефанос Ціціпас Рафаель Надаль Данило Медведєв |
| 14 листопада | ATP Finals Турин, Італія ATP Фінали Тверде (i) – $14,750,000 – 8S/8D (RR) Одиночний розряд – Парний розряд      | Ражів Рам Джо Солсбері 7–6(7–4), 6–4     | Нікола Мектич Мате Павич | Андрій Рубльов Тейлор Фріц  | Раунд robin Фелікс Оже-Аліассім Стефанос Ціціпас Рафаель Надаль Данило Медведєв |
| 21 листопада | Davis Cup Finals Knockout stage Малага, Іспанія Тверде (i)                                                      | Канада · 2–0                             | Австралія                | Італія · Хорватія           | Сполучені Штати Америки · Німеччина · Нідерланди · Іспанія                      |

## Статистика
| Турніри Великого шлему |
| Фінал ATP              |
| Тур ATP Мастерс        |
| Тур ATP 500            |
| Тур ATP 250            |
| Командні змагання      |

### Титули за тенісистами
| Всього | Тенісист                     | Великий шолом | Великий шолом | Великий шолом | Фінали ATP | Фінали ATP | ATP Masters 1000 | ATP Masters 1000 | ATP 500 | ATP 500 | ATP 250 | ATP 250 | Всього | Всього | Всього |
| Всього | Тенісист                     | S             | D             | X             | S          | D          | S                | D                | S       | D       | S       | D       | S      | D      | X      |
| ------ | ---------------------------- | ------------- | ------------- | ------------- | ---------- | ---------- | ---------------- | ---------------- | ------- | ------- | ------- | ------- | ------ | ------ | ------ |
| 8      | Веслі Колгоф (NED)           |               |               | ●             |            |            |                  | ●                |         |         |         | ●       | 0      | 7      | 1      |
| 8      | Ніл Скупскі (GBR)            |               |               | ●             |            |            |                  | ●                |         |         |         | ●       | 0      | 7      | 1      |
| 6      | Мате Павич (CRO)             |               |               |               |            |            |                  | ●                |         | ●       |         | ●       | 0      | 6      | 0      |
| 5      | Новак Джокович (SRB)         | ●             |               |               | ●          |            | ●                |                  | ●       |         | ●       |         | 5      | 0      | 0      |
| 5      | Карлос Алькарас (ESP)        | ●             |               |               |            |            | ●                |                  | ●       |         |         |         | 5      | 0      | 0      |
| 5      | Нікола Мектич (CRO)          |               |               |               |            |            |                  | ●                |         | ●       |         | ●       | 0      | 5      | 0      |
| 5      | Андрій Рубльов ([[\|]])      |               |               |               |            |            |                  |                  | ●       |         | ●       | ●       | 4      | 1      | 0      |
| 5      | Рафаель Матос (BRA)          |               |               |               |            |            |                  |                  |         |         |         | ●       | 0      | 5      | 0      |
| 4      | Рафаель Надаль (ESP)         | ●             |               |               |            |            |                  |                  | ●       |         | ●       |         | 4      | 0      | 0      |
| 4      | Ражів Рам (USA)              |               | ●             |               |            | ●          |                  | ●                |         |         |         |         | 0      | 4      | 0      |
| 4      | Джо Солсбері (GBR)           |               | ●             |               |            | ●          |                  | ●                |         |         |         |         | 0      | 4      | 0      |
| 4      | Нік Киріос (AUS)             |               | ●             |               |            |            |                  |                  | ●       | ●       |         | ●       | 1      | 3      | 0      |
| 4      | Марсело Аревало (ESA)        |               | ●             |               |            |            |                  |                  |         |         |         | ●       | 0      | 4      | 0      |
| 4      | Жан-Жульєн Роєр (NED)        |               | ●             |               |            |            |                  |                  |         |         |         | ●       | 0      | 4      | 0      |
| 4      | Іван Додіг (CRO)             |               |               | ●             |            |            |                  |                  |         | ●       |         | ●       | 0      | 3      | 1      |
| 4      | Фелікс Оже-Аліассім (CAN)    |               |               |               |            |            |                  |                  | ●       |         | ●       |         | 4      | 0      | 0      |
| 4      | Давід Веґа Ернандес (ESP)    |               |               |               |            |            |                  |                  |         |         |         | ●       | 0      | 4      | 0      |
| 3      | Танасі Коккінакіс (AUS)      |               | ●             |               |            |            |                  |                  |         |         | ●       | ●       | 1      | 2      | 0      |
| 3      | Меттью Ебден (AUS)           |               | ●             |               |            |            |                  |                  |         |         |         | ●       | 0      | 3      | 0      |
| 3      | Тейлор Фріц (USA)            |               |               |               |            |            | ●                |                  | ●       |         | ●       |         | 3      | 0      | 0      |
| 3      | Стефанос Ціціпас (GRE)       |               |               |               |            |            | ●                |                  |         | ●       | ●       |         | 2      | 1      | 0      |
| 3      | Гольґер Руне (DEN)           |               |               |               |            |            | ●                |                  |         |         | ●       |         | 3      | 0      | 0      |
| 3      | Губерт Гуркач (POL)          |               |               |               |            |            |                  | ●                | ●       |         |         | ●       | 1      | 2      | 0      |
| 3      | Остін Крайчек (USA)          |               |               |               |            |            |                  |                  |         | ●       |         | ●       | 0      | 3      | 0      |
| 3      | Каспер Рууд (NOR)            |               |               |               |            |            |                  |                  |         |         | ●       |         | 3      | 0      | 0      |
| 3      | Роган Бопанна (IND)          |               |               |               |            |            |                  |                  |         |         |         | ●       | 0      | 3      | 0      |
| 3      | Андрес Мольтені (ARG)        |               |               |               |            |            |                  |                  |         |         |         | ●       | 0      | 3      | 0      |
| 2      | Макс Перселл (AUS)           |               | ●             |               |            |            |                  |                  |         |         |         | ●       | 0      | 2      | 0      |
| 2      | Джон Пірс (тенісист) (AUS)   |               |               | ●             |            |            |                  |                  |         |         |         | ●       | 0      | 1      | 1      |
| 2      | Джон Ізнер (USA)             |               |               |               |            |            |                  | ●                |         |         |         |         | 0      | 2      | 0      |
| 2      | Джек Сок (USA)               |               |               |               |            |            |                  | ●                |         | ●       |         |         | 0      | 2      | 0      |
| 2      | Маттео Берреттіні (ITA)      |               |               |               |            |            |                  |                  | ●       |         | ●       |         | 2      | 0      | 0      |
| 2      | Данило Медведєв ([[\|]])     |               |               |               |            |            |                  |                  | ●       |         | ●       |         | 2      | 0      | 0      |
| 2      | Лоренцо Музетті (ITA)        |               |               |               |            |            |                  |                  | ●       |         | ●       |         | 2      | 0      | 0      |
| 2      | Сімоне Болеллі (ITA)         |               |               |               |            |            |                  |                  |         | ●       |         | ●       | 0      | 2      | 0      |
| 2      | Фабіо Фоніні (ITA)           |               |               |               |            |            |                  |                  |         | ●       |         | ●       | 0      | 2      | 0      |
| 2      | Кевін Кравіц (GER)           |               |               |               |            |            |                  |                  |         | ●       |         | ●       | 0      | 2      | 0      |
| 2      | Матве Мідделкоп (NED)        |               |               |               |            |            |                  |                  |         | ●       |         | ●       | 0      | 2      | 0      |
| 2      | Андреас Міс (GER)            |               |               |               |            |            |                  |                  |         | ●       |         | ●       | 0      | 2      | 0      |
| 2      | Роберто Баутіста Аґут (ESP)  |               |               |               |            |            |                  |                  |         |         | ●       |         | 2      | 0      | 0      |
| 2      | Кемерон Норрі (GBR)          |               |               |               |            |            |                  |                  |         |         | ●       |         | 2      | 0      | 0      |
| 2      | Рейллі Опелка (USA)          |               |               |               |            |            |                  |                  |         |         | ●       |         | 2      | 0      | 0      |
| 2      | Педро Мартінес (ESP)         |               |               |               |            |            |                  |                  |         |         | ●       | ●       | 1      | 1      | 0      |
| 2      | Лоренцо Сонего (ITA)         |               |               |               |            |            |                  |                  |         |         | ●       | ●       | 1      | 1      | 0      |
| 2      | Вільям Блумберґ (USA)        |               |               |               |            |            |                  |                  |         |         |         | ●       | 0      | 2      | 0      |
| 2      | Франсіску Кабрал (POR)       |               |               |               |            |            |                  |                  |         |         |         | ●       | 0      | 2      | 0      |
| 2      | Сантьяго Гонсалес (MEX)      |               |               |               |            |            |                  |                  |         |         |         | ●       | 0      | 2      | 0      |
| 2      | Натаніел Ламмонс (USA)       |               |               |               |            |            |                  |                  |         |         |         | ●       | 0      | 2      | 0      |
| 2      | Ніколя Маю (FRA)             |               |               |               |            |            |                  |                  |         |         |         | ●       | 0      | 2      | 0      |
| 2      | Рамкумар Раманатхан (IND)    |               |               |               |            |            |                  |                  |         |         |         | ●       | 0      | 2      | 0      |
| 1      | Пабло Карреньо Буста (ESP)   |               |               |               |            |            | ●                |                  |         |         |         |         | 1      | 0      | 0      |
| 1      | Борна Чорич (CRO)            |               |               |               |            |            | ●                |                  |         |         |         |         | 1      | 0      | 0      |
| 1      | Александер Ерлер (AUT)       |               |               |               |            |            |                  |                  |         | ●       |         |         | 0      | 1      | 0      |
| 1      | Ллойд Ґласспул (GBR)         |               |               |               |            |            |                  |                  |         | ●       |         |         | 0      | 1      | 0      |
| 1      | Марсель Гранольєрс (ESP)     |               |               |               |            |            |                  |                  |         | ●       |         |         | 0      | 1      | 0      |
| 1      | Робін Гаасе (NED)            |               |               |               |            |            |                  |                  |         | ●       |         |         | 0      | 1      | 0      |
| 1      | Гаррі Геліоваара (FIN)       |               |               |               |            |            |                  |                  |         | ●       |         |         | 0      | 1      | 0      |
| 1      | Фелісіано Лопес (ESP)        |               |               |               |            |            |                  |                  |         | ●       |         |         | 0      | 1      | 0      |
| 1      | Маккензі Макдоналд (USA)     |               |               |               |            |            |                  |                  |         | ●       |         |         | 0      | 1      | 0      |
| 1      | Марсело Мело (BRA)           |               |               |               |            |            |                  |                  |         | ●       |         |         | 0      | 1      | 0      |
| 1      | Лукас Мідлер (AUT)           |               |               |               |            |            |                  |                  |         | ●       |         |         | 0      | 1      | 0      |
| 1      | Тім Пюц (GER)                |               |               |               |            |            |                  |                  |         | ●       |         |         | 0      | 1      | 0      |
| 1      | Майкл Вінус (NZL)            |               |               |               |            |            |                  |                  |         | ●       |         |         | 0      | 1      | 0      |
| 1      | Орасіо Себальйос (ARG)       |               |               |               |            |            |                  |                  |         | ●       |         |         | 0      | 1      | 0      |
| 1      | Sebastián Báez (ARG)         |               |               |               |            |            |                  |                  |         |         | ●       |         | 1      | 0      | 0      |
| 1      | Олександр Бублик (KAZ)       |               |               |               |            |            |                  |                  |         |         | ●       |         | 1      | 0      | 0      |
| 1      | Франсіско Черундоло (ARG)    |               |               |               |            |            |                  |                  |         |         | ●       |         | 1      | 0      | 0      |
| 1      | Максім Крессі (USA)          |               |               |               |            |            |                  |                  |         |         | ●       |         | 1      | 0      | 0      |
| 1      | Алекс де Мінор (AUS)         |               |               |               |            |            |                  |                  |         |         | ●       |         | 1      | 0      | 0      |
| 1      | Давід Ґоффен (BEL)           |               |               |               |            |            |                  |                  |         |         | ●       |         | 1      | 0      | 0      |
| 1      | Марк-Андреа Гюслер (SUI)     |               |               |               |            |            |                  |                  |         |         | ●       |         | 1      | 0      | 0      |
| 1      | Аслан Карацев ([[\|]])       |               |               |               |            |            |                  |                  |         |         | ●       |         | 1      | 0      | 0      |
| 1      | Адріан Маннаріно (FRA)       |               |               |               |            |            |                  |                  |         |         | ●       |         | 1      | 0      | 0      |
| 1      | Гаель Монфіс (FRA)           |               |               |               |            |            |                  |                  |         |         | ●       |         | 1      | 0      | 0      |
| 1      | Брендон Накашіма (USA)       |               |               |               |            |            |                  |                  |         |         | ●       |         | 1      | 0      | 0      |
| 1      | Йосіхіто Нісіока (JPN)       |               |               |               |            |            |                  |                  |         |         | ●       |         | 1      | 0      | 0      |
| 1      | Альберт Рамос Віньолас (ESP) |               |               |               |            |            |                  |                  |         |         | ●       |         | 1      | 0      | 0      |
| 1      | Яннік Сіннер (ITA)           |               |               |               |            |            |                  |                  |         |         | ●       |         | 1      | 0      | 0      |
| 1      | Жуан Соуза (POR)             |               |               |               |            |            |                  |                  |         |         | ●       |         | 1      | 0      | 0      |
| 1      | Тім ван Рейтговен (NED)      |               |               |               |            |            |                  |                  |         |         | ●       |         | 1      | 0      | 0      |
| 1      | Аріель Беар (URU)            |               |               |               |            |            |                  |                  |         |         |         | ●       | 0      | 1      | 0      |
| 1      | Nuno Borges (tennis) (POR)   |               |               |               |            |            |                  |                  |         |         |         | ●       | 0      | 1      | 0      |
| 1      | Томіслав Бркич (BIH)         |               |               |               |            |            |                  |                  |         |         |         | ●       | 0      | 1      | 0      |
| 1      | Ґонсало Ескобар (ECU)        |               |               |               |            |            |                  |                  |         |         |         | ●       | 0      | 1      | 0      |
| 1      | Максімо Гонсалес (ARG)       |               |               |               |            |            |                  |                  |         |         |         | ●       | 0      | 1      | 0      |
| 1      | Таллон Ґрікспор (NED)        |               |               |               |            |            |                  |                  |         |         |         | ●       | 0      | 1      | 0      |
| 1      | П'єр-Юг Ербер (FRA)          |               |               |               |            |            |                  |                  |         |         |         | ●       | 0      | 1      | 0      |
| 1      | Стів Джонсон (USA)           |               |               |               |            |            |                  |                  |         |         |         | ●       | 0      | 1      | 0      |
| 1      | Міомір Кецмановіч (SRB)      |               |               |               |            |            |                  |                  |         |         |         | ●       | 0      | 1      | 0      |
| 1      | Равен Класен (RSA)           |               |               |               |            |            |                  |                  |         |         |         | ●       | 0      | 1      | 0      |
| 1      | Феліпе Малігені Алвеш (BRA)  |               |               |               |            |            |                  |                  |         |         |         | ●       | 0      | 1      | 0      |
| 1      | Денис Молчанов (UKR)         |               |               |               |            |            |                  |                  |         |         |         | ●       | 0      | 1      | 0      |
| 1      | Джеймі Маррей (GBR)          |               |               |               |            |            |                  |                  |         |         |         | ●       | 0      | 1      | 0      |
| 1      | Юго Нис (MON)                |               |               |               |            |            |                  |                  |         |         |         | ●       | 0      | 1      | 0      |
| 1      | Філіп Полашек (SVK)          |               |               |               |            |            |                  |                  |         |         |         | ●       | 0      | 1      | 0      |
| 1      | Едуар Роже-Васслен (FRA)     |               |               |               |            |            |                  |                  |         |         |         | ●       | 0      | 1      | 0      |
| 1      | Ботік ван де Зандсгулп (NED) |               |               |               |            |            |                  |                  |         |         |         | ●       | 0      | 1      | 0      |
| 1      | Джексон Вітроу (USA)         |               |               |               |            |            |                  |                  |         |         |         | ●       | 0      | 1      | 0      |
| 1      | Ян Зелінський (POL)          |               |               |               |            |            |                  |                  |         |         |         | ●       | 0      | 1      | 0      |

### Титули за країнами
| Всього | Країна                     | Великий шолом | Великий шолом | Великий шолом | Фінали ATP | Фінали ATP | ATP Masters 1000 | ATP Masters 1000 | ATP 500 | ATP 500 | ATP 250 | ATP 250 | Всього | Всього | Всього |
| Всього | Країна                     | S             | D             | X             | S          | D          | S                | D                | S       | D       | S       | D       | S      | D      | X      |
| ------ | -------------------------- | ------------- | ------------- | ------------- | ---------- | ---------- | ---------------- | ---------------- | ------- | ------- | ------- | ------- | ------ | ------ | ------ |
| 22     | США (USA)                  |               | 1             |               |            | 1          | 1                | 4                | 1       | 3       | 5       | 6       | 7      | 15     | 0      |
| 21     | Іспанія (ESP)              | 3             |               |               |            |            | 3                |                  | 3       | 2       | 5       | 5       | 14     | 7      | 0      |
| 16     | Велика Британія (GBR)      |               | 1             | 1             |            | 1          |                  | 5                |         | 1       | 2       | 5       | 2      | 13     | 1      |
| 16     | Нідерланди (NED)           |               | 1             | 1             |            |            |                  | 3                |         | 1       | 1       | 9       | 1      | 14     | 1      |
| 11     | Австралія (AUS)            |               | 2             | 1             |            |            |                  |                  | 1       | 1       | 2       | 4       | 3      | 7      | 1      |
| 10     | Хорватія (CRO)             |               |               | 1             |            |            | 1                | 1                |         | 3       |         | 4       | 1      | 8      | 1      |
| 9      | Італія (ITA)               |               |               |               |            |            |                  |                  | 2       | 1       | 4       | 2       | 6      | 3      | 0      |
| 6      | Сербія (SRB)               | 1             |               |               | 1          |            | 1                |                  | 1       |         | 1       | 1       | 5      | 1      | 0      |
| 6      | Аргентина (ARG)            |               |               |               |            |            |                  |                  |         | 1       | 2       | 3       | 2      | 4      | 0      |
| 6      | Бразилія (BRA)             |               |               |               |            |            |                  |                  |         | 1       |         | 5       | 0      | 6      | 0      |
| 4      | Сальвадор (ESA)            |               | 1             |               |            |            |                  |                  |         |         |         | 3       | 0      | 4      | 0      |
| 4      | Польща (POL)               |               |               |               |            |            |                  | 1                | 1       |         |         | 2       | 1      | 3      | 0      |
| 4      | Канада (CAN)               |               |               |               |            |            |                  |                  | 2       |         | 2       |         | 4      | 0      | 0      |
| 4      | Росія (RUS)                |               |               |               |            |            |                  |                  | 1       |         | 2       | 1       | 3      | 1      | 0      |
| 4      | Франція (FRA)              |               |               |               |            |            |                  |                  |         |         | 2       | 2       | 2      | 2      | 0      |
| 3      | Греція (GRE)               |               |               |               |            |            | 1                |                  |         | 1       | 1       |         | 2      | 1      | 0      |
| 3      | Данія (DEN)                |               |               |               |            |            | 1                |                  |         |         | 2       |         | 3      | 0      | 0      |
| 3      | Німеччина (GER)            |               |               |               |            |            |                  |                  |         | 2       |         | 1       | 0      | 3      | 0      |
| 3      | Норвегія (NOR)             |               |               |               |            |            |                  |                  |         |         | 3       |         | 3      | 0      | 0      |
| 3      | Португалія (POR)           |               |               |               |            |            |                  |                  |         |         | 1       | 2       | 1      | 2      | 0      |
| 3      | Індія (IND)                |               |               |               |            |            |                  |                  |         |         |         | 3       | 0      | 3      | 0      |
| 2      | Мексика (MEX)              |               |               |               |            |            |                  |                  |         |         |         | 2       | 0      | 2      | 0      |
| 1      | Австрія (AUT)              |               |               |               |            |            |                  |                  |         | 1       |         |         | 0      | 1      | 0      |
| 1      | Фінляндія (FIN)            |               |               |               |            |            |                  |                  |         | 1       |         |         | 0      | 1      | 0      |
| 1      | Нова Зеландія (NZL)        |               |               |               |            |            |                  |                  |         | 1       |         |         | 0      | 1      | 0      |
| 1      | Бельгія (BEL)              |               |               |               |            |            |                  |                  |         |         | 1       |         | 1      | 0      | 0      |
| 1      | Японія (JPN)               |               |               |               |            |            |                  |                  |         |         | 1       |         | 1      | 0      | 0      |
| 1      | Казахстан (KAZ)            |               |               |               |            |            |                  |                  |         |         | 1       |         | 1      | 0      | 0      |
| 1      | Швейцарія (SUI)            |               |               |               |            |            |                  |                  |         |         | 1       |         | 1      | 0      | 0      |
| 1      | Боснія і Герцеговина (BIH) |               |               |               |            |            |                  |                  |         |         |         | 1       | 0      | 1      | 0      |
| 1      | Еквадор (ECU)              |               |               |               |            |            |                  |                  |         |         |         | 1       | 0      | 1      | 0      |
| 1      | Монако (MON)               |               |               |               |            |            |                  |                  |         |         |         | 1       | 0      | 1      | 0      |
| 1      | Словаччина (SVK)           |               |               |               |            |            |                  |                  |         |         |         | 1       | 0      | 1      | 0      |
| 1      | ПАР (RSA)                  |               |               |               |            |            |                  |                  |         |         |         | 1       | 0      | 1      | 0      |
| 1      | Україна (UKR)              |               |               |               |            |            |                  |                  |         |         |         | 1       | 0      | 1      | 0      |
| 1      | Уругвай (URU)              |               |               |               |            |            |                  |                  |         |         |         | 1       | 0      | 1      | 0      |

## Зовнішні посилання
- Сайт Туру
- Сайт ITF